# SIN Cars
Sin Cars est un constructeur bulgare de voitures de sport basé en Bulgarie et en Allemagne.

## Histoire

### Fondation et plans futurs
SIN Cars a été fondée sous le nom de SIN Cars Limited par l'ingénieur et pilote de course bulgare Rosen Daskalov en Grande-Bretagne en 2012. En 2015, la société a commencé la production de la voiture de sport Sin R1. La société a déménagé son siège à Munich, en Allemagne et enfin à Roussé, en Bulgarie.
En novembre 2018, il a annoncé son intention de financer son expansion sur le marché des voitures électriques. Daskalov a déclaré: «Notre objectif est de vendre une petite voiture de ville multifonctionnelle qui sera utilisée pour les livraisons de courrier, les services de taxi et le transport. Les villes européennes ont besoin de ce type de transport. Les centres-villes seront bientôt fermés aux voitures diesel. La Chine est loin devant nous, mais nous pouvons offrir une meilleure qualité."

### Série de course
SIN est entré dans la GT4 European Series pour la saison 2015 avec le modèle Sin R1 GT4 spécifié. Sofia Car Motorsport a terminé à la 8e place du classement final.
Pour 2016, l'équipe Racers Edge Motorsports a rejoint Pirelli World Challenge en utilisant la spécification SIN R1 GT4.

## Modèles
- SIN R1 (voiture de route)
- SIN R1 GT4 (voiture de course)
- SIN S1 (voiture modulaire)